# 澳門巴士56路線
澳門巴士56路線是由澳巴經營，往返蝴蝶谷大馬路和高士德的巴士路線。

## 簡介及歷史
- 2016年4月30日，本線開設，由澳巴營運，服務時間為06:00-00:00，班距8-15分鐘。[1]

- 2016年8月20日，總站遷至「蝴蝶谷大馬路總站」，新增停靠「和諧廣場／樂群樓」、「和諧廣場／業興大廈」站。[2]

- 2016年11月9日，調整服務時間為06:00-00:00，星期一至六06:00-10:00、16:00-20:00之班距為12-15分鐘，10:00-16:00、20:00-00:00之班距為20分鐘，週日及公眾假期班距20分鐘。[3]

- 2016年12月10日，為更清晰站點的位置，「連貫公路／威尼斯人」站更名為「連貫公路／巴黎人」。  [4]

- 2017年5月20日，本線延伸至新口岸及高士德一帶，並且新增氹仔區的站點，以進一步回應居民的出行需要。[5]
- 2019年3月9日，「亞利雅架前地／泉悅」站改名為「信虹花園」站。

- 2022年3月26日起，新增停靠位於路氹連貫公路行人天橋近澳門倫敦人酒店一側的「連貫公路／倫敦人」站，原「連貫公路／倫敦人」站更名為「連貫公路／巴黎人花園」。[6]
- 2022年4月16日至6月1日，因應公共建設局進行環松山步行系統相關的接駁街渠工程，暫不停靠「二龍喉公園」站，臨時停靠「鮑思高球場」站。[7][8]

- 2022年7月11日至17日，本線改以特別巴士專線方式營運，僅供特許人士乘搭。[9][10]

- 2022年7月18日至22日，因宣佈延長“相對靜止管理”措施，本線維持上述措施。[11]

- 2022年12月3日起，新增停靠“連貫公路／威尼斯人”站。[12][13][14]

## 使用車輛
2018年8月20日前：
- 宇通ZK6128HNGE

2018年8月20日起：
- 五洲龍FDG6951G

2020年6月2日起：
- 宇通ZK6118HGE

2022年5月30日起：
- 蘇州金龍KLQ6116GHEV
- 宇通ZK6118HGE

2022年6月28日起：
- 蘇州金龍KLQ6116GHEV

2022年7月1日起：
- 蘇州金龍KLQ6116GHEV
- 宇通ZK6118HGE

2022年8月1日起：
- 蘇州金龍KLQ6116GHEV

2022年8月17日起：
- 蘇州金龍KLQ6116GHEV
- 宇通ZK6118HGE

2022年8月23日起：
- 蘇州金龍KLQ6116GHEV

2023年5月16日：
- 蘇州金龍KLQ6116GHEV
- 宇通ZK6115HG1

2023年5月17日起：
- 蘇州金龍KLQ6116GHEV

2024年4月1日起：
- 中通LCK6113SHEVG

## 電牌
| 往路環方向      | 往路環方向   | 往路環方向 |
| 日期            | 頭牌         | 圖例       |
| --------------- | ------------ | ---------- |
| 2016年8月20日前 | 石排灣       |            |
| 2016年8月20日後 | 蝴蝶谷大馬路 |            |
| 往澳門方向      |              |            |
| 日期            | 頭牌         | 圖例       |
| 2017年5月20日前 | 外港碼頭     |            |
| 2017年5月20日後 | 高士德       |            |

## 路線資料

### 收費
| 收費類別     | 收費類別                      | 收費類別             | 費用 |
| ------------ | ----------------------------- | -------------------- | ---- |
| 現金         | 現金                          | 現金                 | $6.0 |
| 境外支付工具 | 支付寶（內地及香港）          | 支付寶（內地及香港） | $6.0 |
| 境外支付工具 | 雲閃付 非綁定澳門銀聯卡       |                      | $6.0 |
| 境外支付工具 | 微信支付（內地及香港）        |                      | $6.0 |
| 境外支付工具 | 交通聯合 非澳門發行的全國通卡 |                      | $6.0 |
| 境內支付工具 | 澳門通                        | 全民卡               | $3.0 |
| 境內支付工具 | 澳門通                        | 學生卡               | $1.5 |
| 境內支付工具 | 澳門通                        | 長者卡               | 免費 |
| 境內支付工具 | 澳門通                        | 殘疾卡               | 免費 |
| 境內支付工具 | 聚易用＋                      | 聚易用＋             | $3.0 |

### 服務時間及班距
| 服務時間                     | 服務時間         | 星期一至六  | 星期日 （含公眾假期） |
| ---------------------------- | ---------------- | ----------- | --------------------- |
| 蝴蝶谷大馬路總站             | 蝴蝶谷大馬路總站 | 06:00-00:00 | 06:00-00:00           |
| 班距                         | 尖峰             | 12-18分鐘   | 18-20分鐘             |
| 班距                         | 離峰             | 15-20分鐘   | 18-20分鐘             |
| 懸掛八號風球後即時開出尾班車 |                  |             |                       |

### 路線停站
| 56   | 蝴蝶谷大馬路 ↺ 高士德 | 蝴蝶谷大馬路 ↺ 高士德 | 蝴蝶谷大馬路 ↺ 高士德 |
| 序號 | 循環線                | 循環線                | 循環線                |
| 序號 | 站號                  | 站名                  | 出入境口岸            |
| 1    | C690/6                | 蝴蝶谷大馬路總站      |                       |
| 2    | C689/2                | 和諧廣場／樂群樓      |                       |
| 3    | T360                  | 連貫公路／新濠影匯    |                       |
| 4    | T376/2                | 連貫公路／巴黎人      |                       |
| 5    | T363/2                | 連貫公路／威尼斯人    |                       |
| 6    | T306/1                | 氹仔嘉樂庇馬路        |                       |
| 7    | T314/2                | 信虹花園              |                       |
| 8    | T408/6                | 湖畔大廈              |                       |
| 9    | T343                  | 海灣花園／海城閣      |                       |
| 10   | M239/1                | 外港碼頭              | 外港客運碼頭          |
| 11   | M254/2                | 友誼馬路／行車天橋    |                       |
| 12   | M117                  | 羅理基／馬六甲街      |                       |
| 13   | M155                  | 東方拱門              |                       |
| 14   | M92                   | 俾利喇／高士德        |                       |
| 15   | M272                  | 愉景花園              |                       |
| 16   | M61/2                 | 二龍喉公園            |                       |
| 17   | T342                  | 高勵雅馬路            |                       |
| 18   | T409                  | 湖畔公園              |                       |
| 19   | T313                  | 氹仔茵景園            |                       |
| 20   | T315                  | 氹仔CEM貨倉           |                       |
| 21   | T375                  | 連貫公路／新濠天地    |                       |
| 22   | T380                  | 連貫公路／倫敦人      |                       |
| 23   | T379                  | 連貫公路／巴黎人花園  |                       |
| 24   | C688/2                | 和諧廣場／業興大廈    |                       |
| 25   | C690/6                | 蝴蝶谷大馬路總站      |                       |

### 賽車期間路線停站
| 56   | 蝴蝶谷大馬路 ↺ 高士德 | 蝴蝶谷大馬路 ↺ 高士德 |
| 序號 | 循環線                | 循環線                |
| 序號 | 站號                  | 站名                  |
| 1    | C690                  | 蝴蝶谷大馬路總站      |
| 2    | C689                  | 和諧廣場／樂群樓      |
| 3    | T360                  | 連貫公路／新濠影匯    |
| 4    | T376                  | 連貫公路／巴黎人      |
| 5    | T363                  | 連貫公路／威尼斯人    |
| 6    | T306                  | 氹仔嘉樂庇馬路        |
| 7    | T314                  | 信虹花園              |
| 8    | T408                  | 湖畔大廈              |
| 9    | T343                  | 海灣花園／海城閣      |
| 10   |                       | 外港碼頭上層臨時站    |
| 11   | M117                  | 羅理基／馬六甲街      |
| 12   | M155                  | 東方拱門              |
| 13   | M92                   | 俾利喇／高士德        |
| 14   | M39                   | 澳廣視                |
| 15   | M36                   | 慕拉士巷              |
| 16   | M234                  | 東北大馬路／海濱      |
| 17   | M235                  | 東北大馬路／保利達    |
| 18   | T342                  | 高勵雅馬路            |
| 19   | T409                  | 湖畔公園              |
| 20   | T313                  | 氹仔茵景園            |
| 21   | T315                  | 氹仔CEM貨倉           |
| 22   | T375                  | 連貫公路／新濠天地    |
| 23   | T380                  | 連貫公路／倫敦人      |
| 24   | T379                  | 連貫公路／巴黎人花園  |
| 25   | C688                  | 和諧廣場／業興大廈    |
| 26   | C690                  | 蝴蝶谷大馬路總站      |

- 粗體字為大賽車期間臨時停靠站點

## 客量
- 本線曾全線派出12米天然氣大巴行駛，但由於當時本線覆蓋範圍過小，故本線基本上除了尖峰時段外有一兩班較多人外，一般也很少人乘搭本線。雖然本線延長至高士德後客量有所上升，且尖峰時段更會令車廂變得擁擠，但總體客量仍然偏低。所以澳巴在2018年8月20日開始，全線改派中型巴士行走。原本行駛路線之天然氣大巴則改派至客量比本線更高之MT3路線使用。2020年6月2日開始，隨著延伸高士德後，客量上升和乘客量需求的情況下，全線改派10.8米大巴行走。更於2022年5月30日起陸續改用蘇州金龍KLQ6116GHEV 11.3米增程式大巴。

## 圖片集

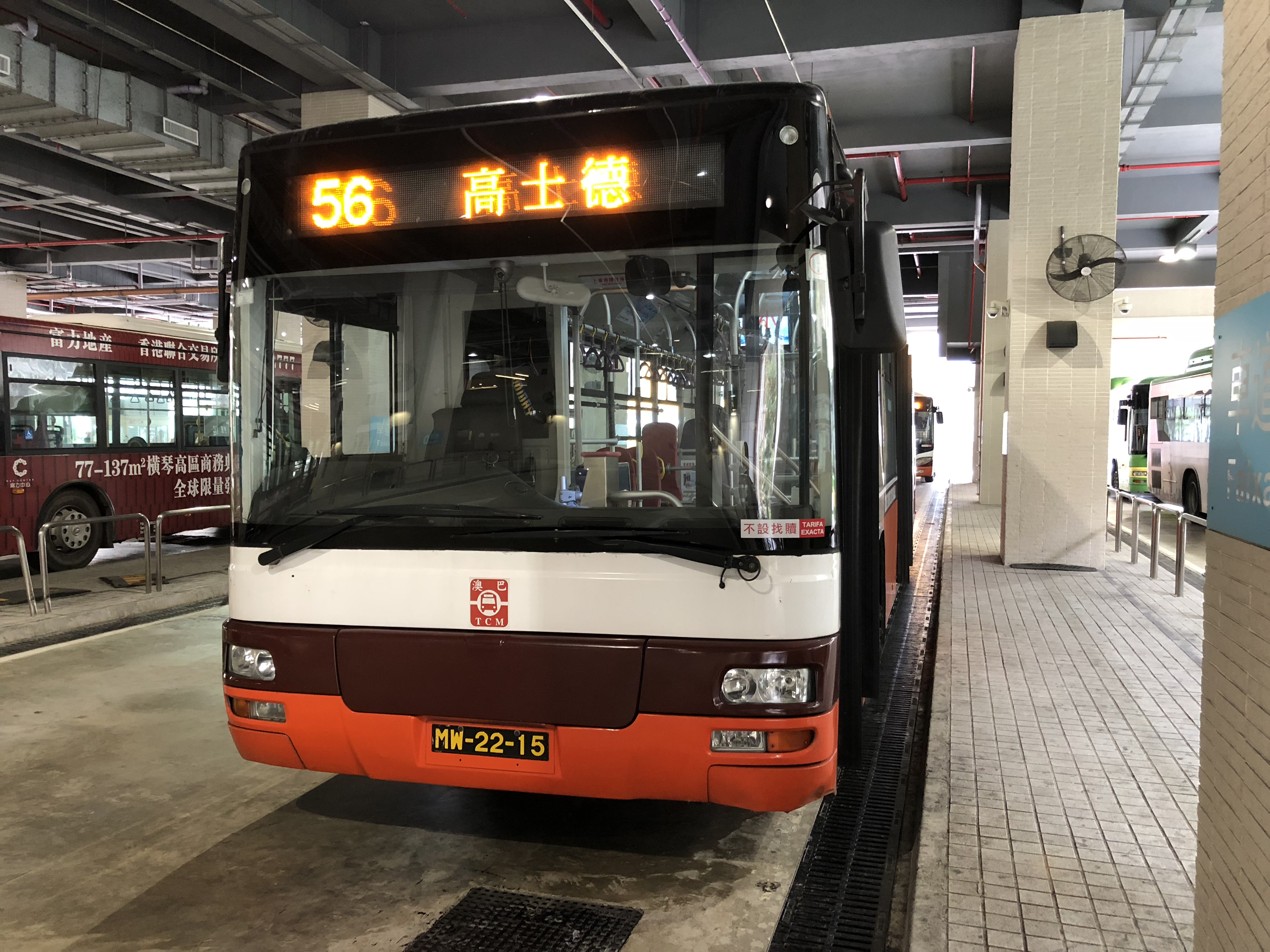
宇通ZK6128HNGE
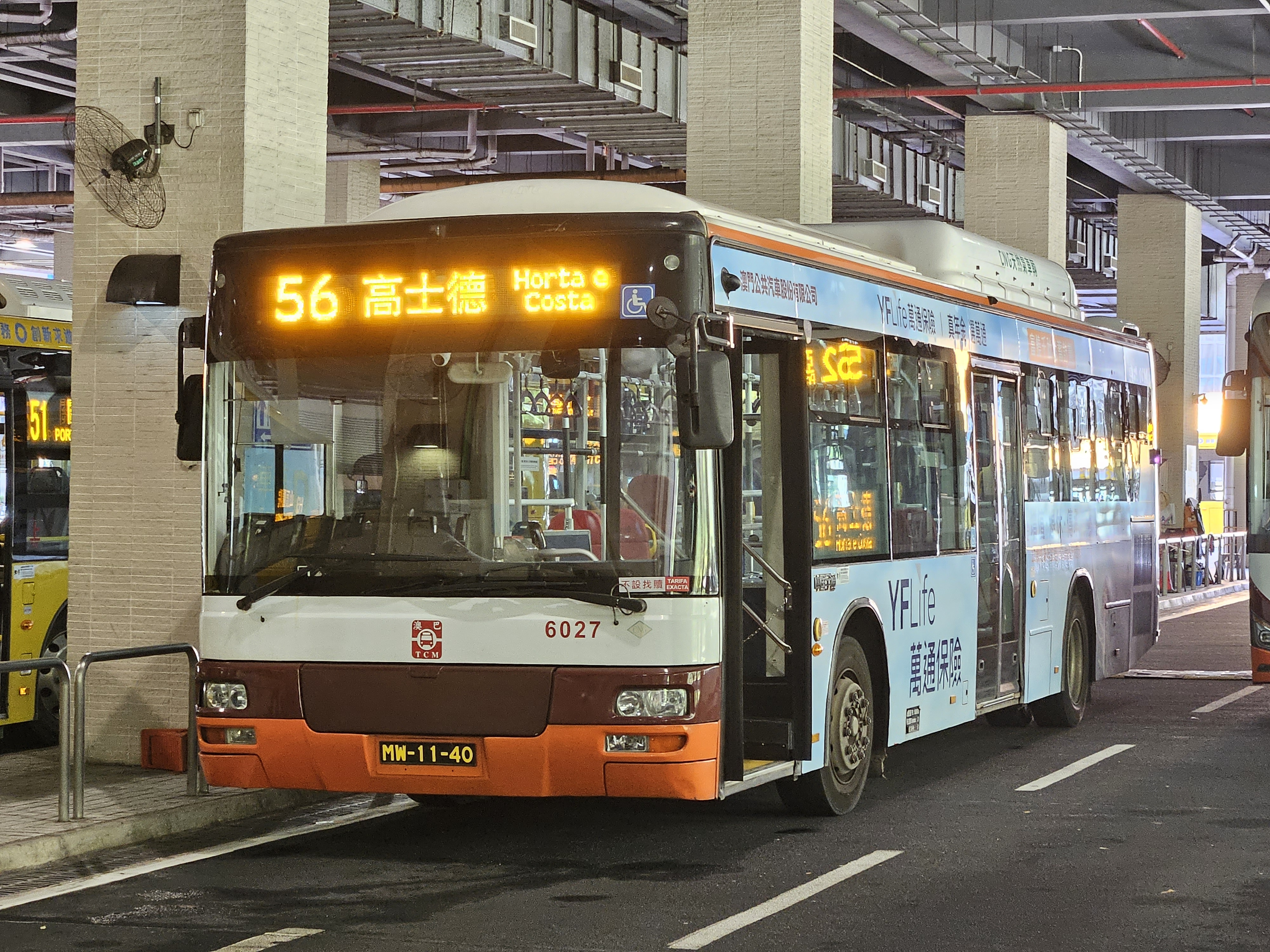
宇通ZK6128HNGE
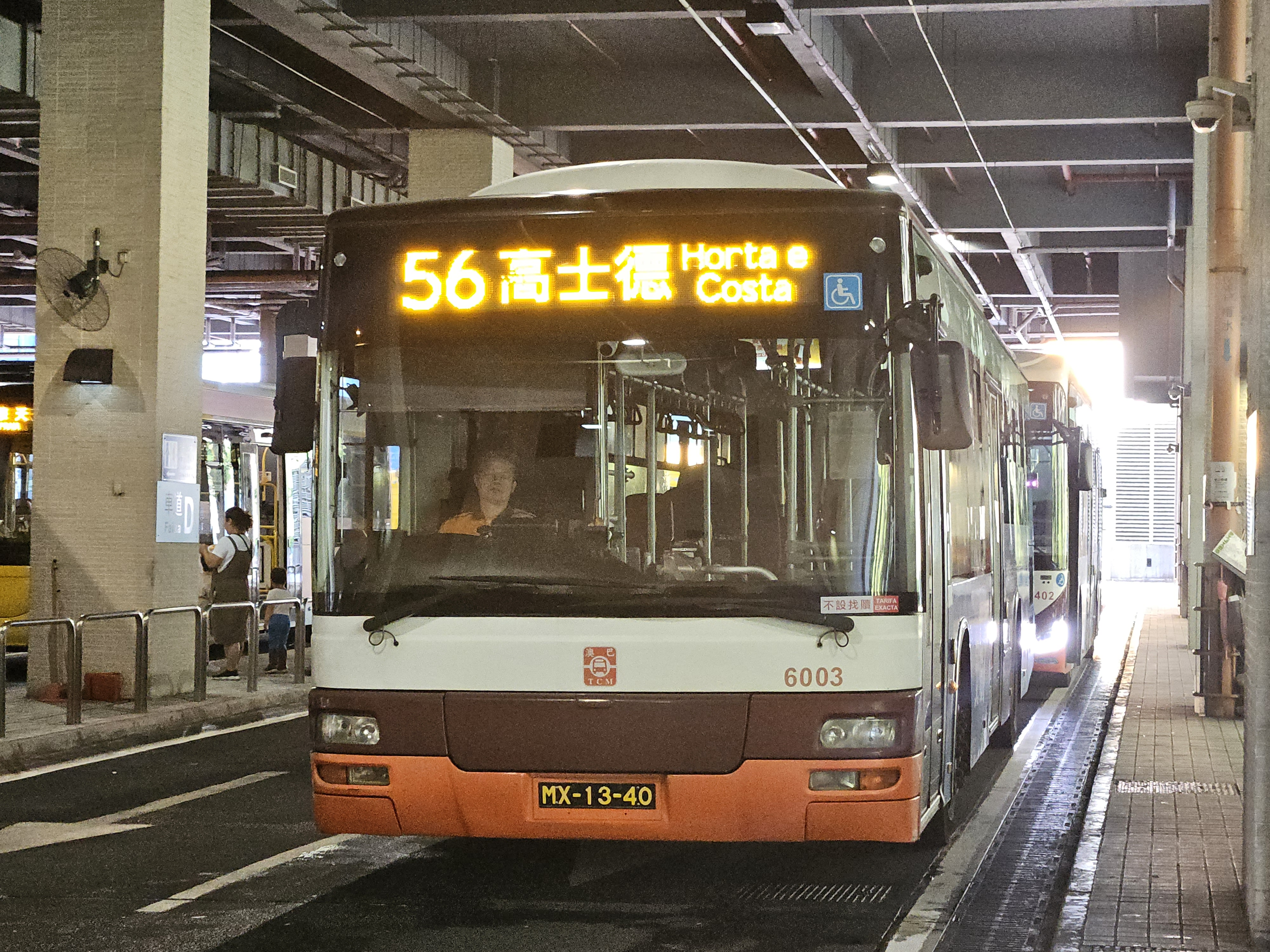
宇通ZK6125HNG
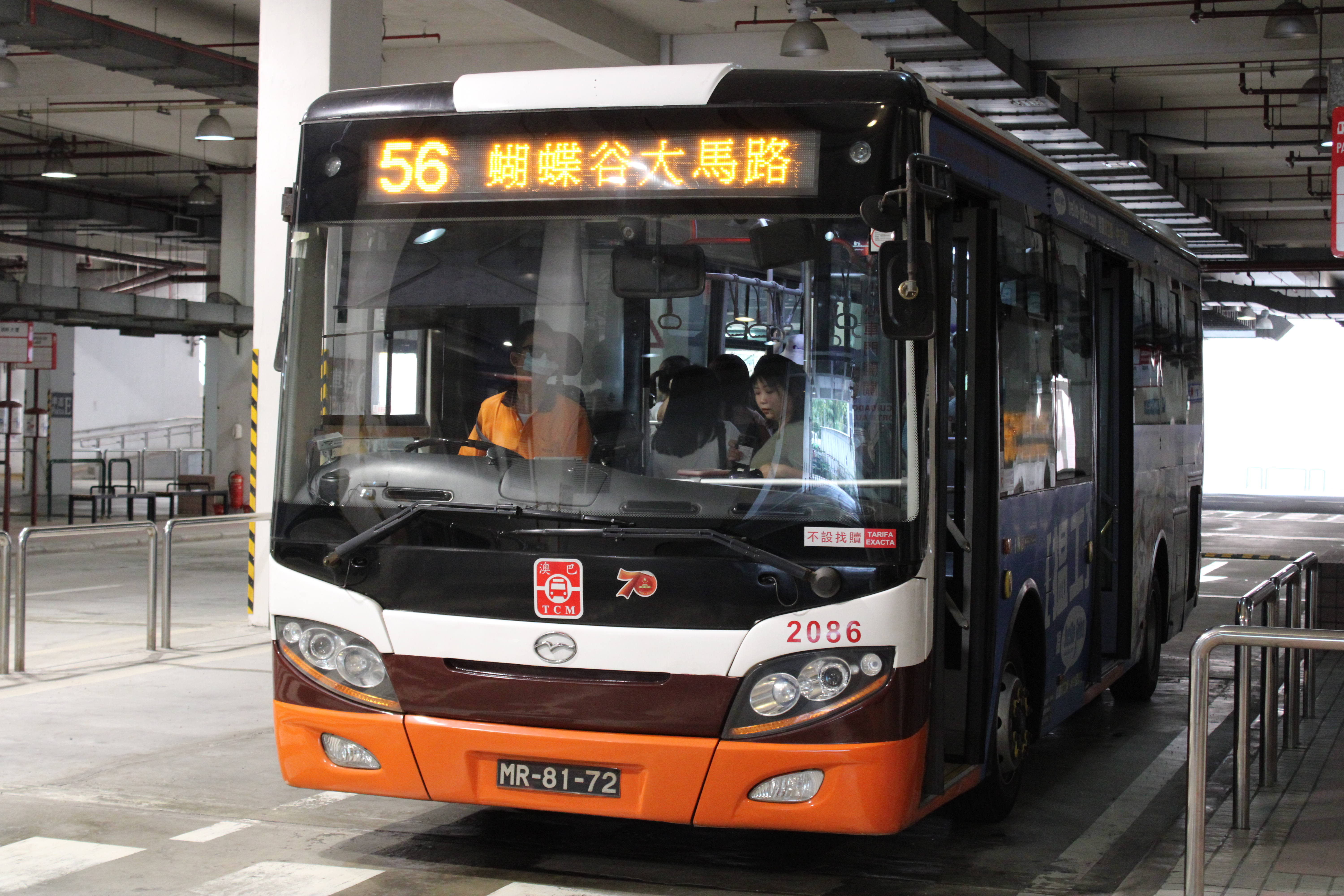
五洲龍FDG6951G
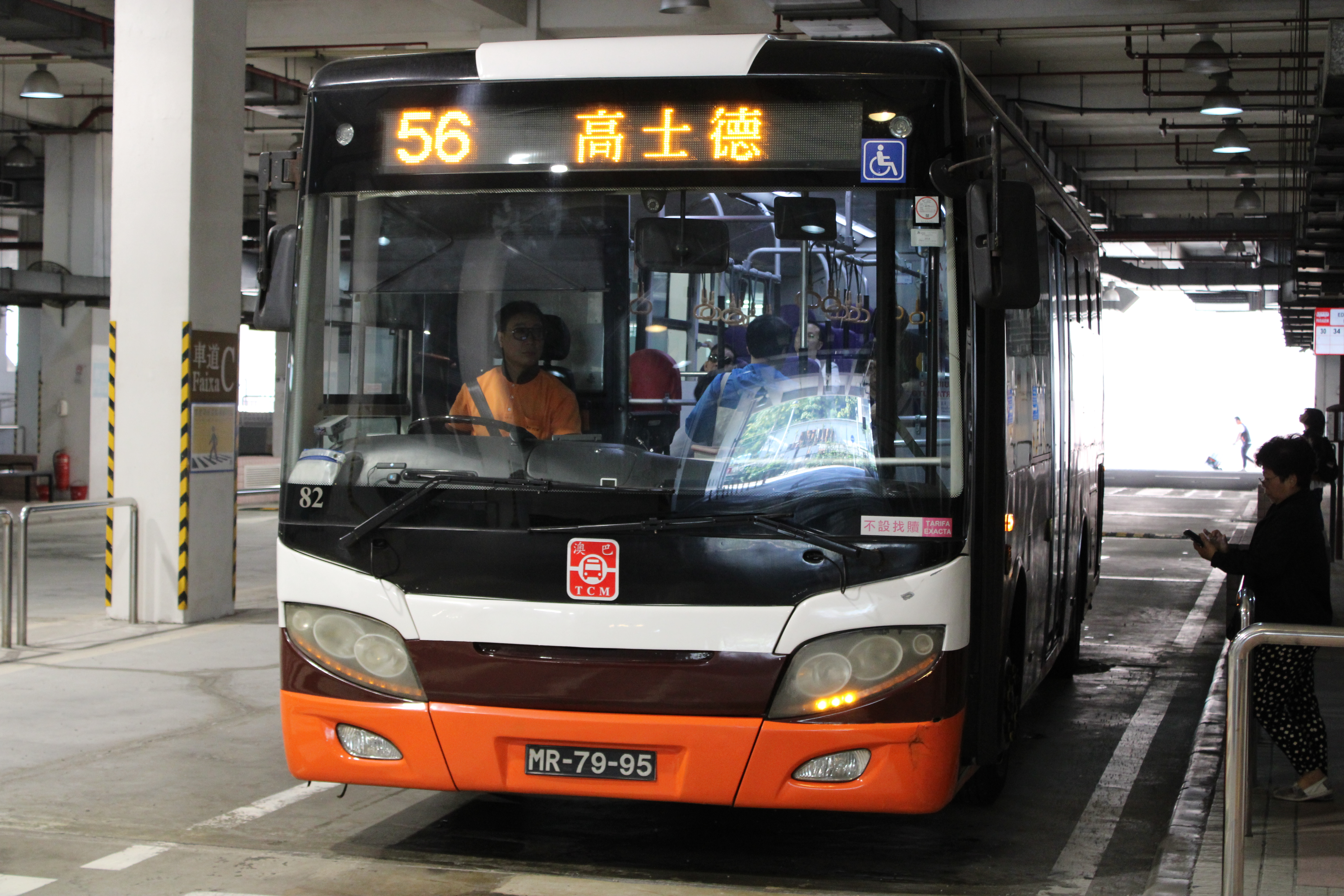
五洲龍FDG6951G
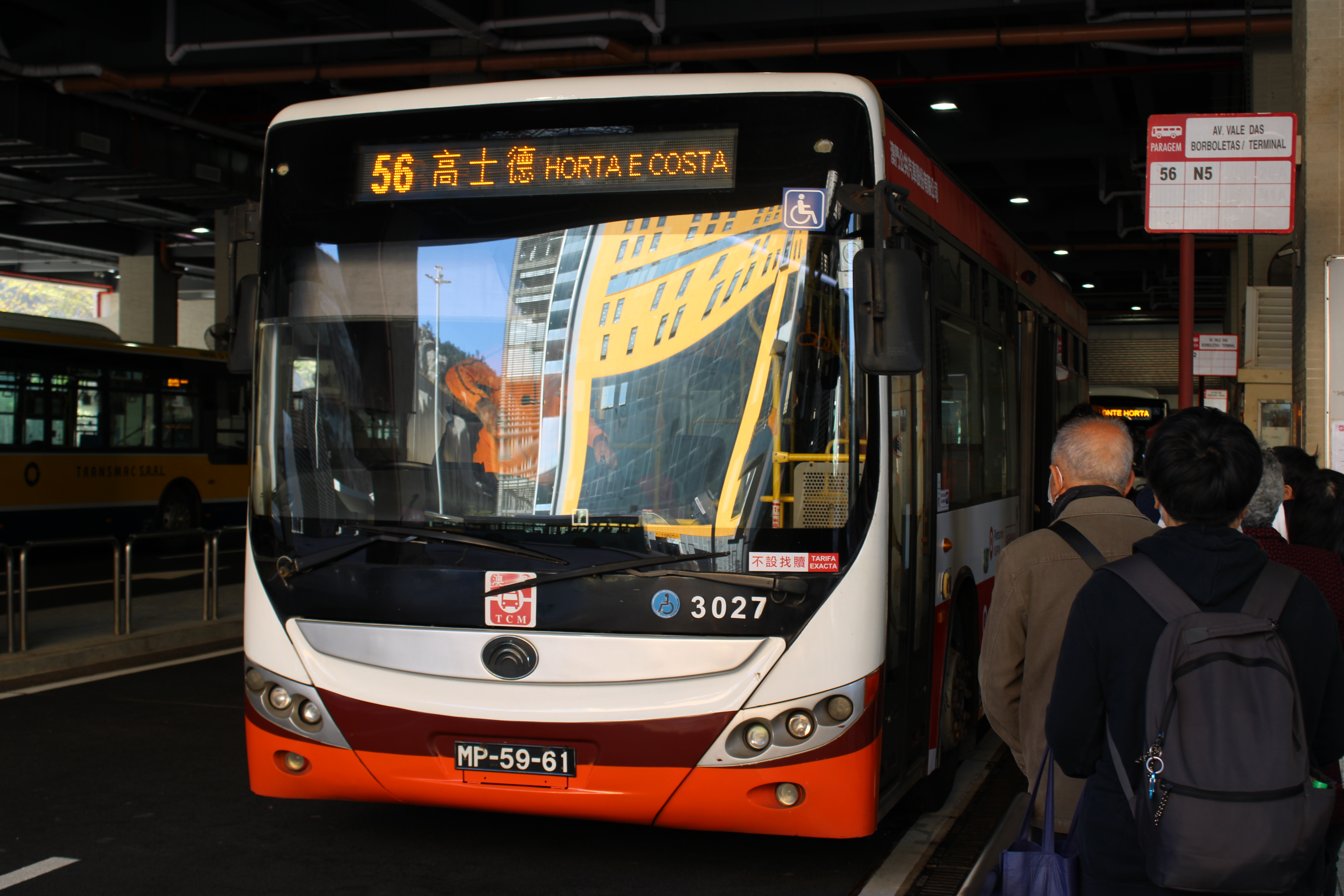
宇通ZK6118HGE
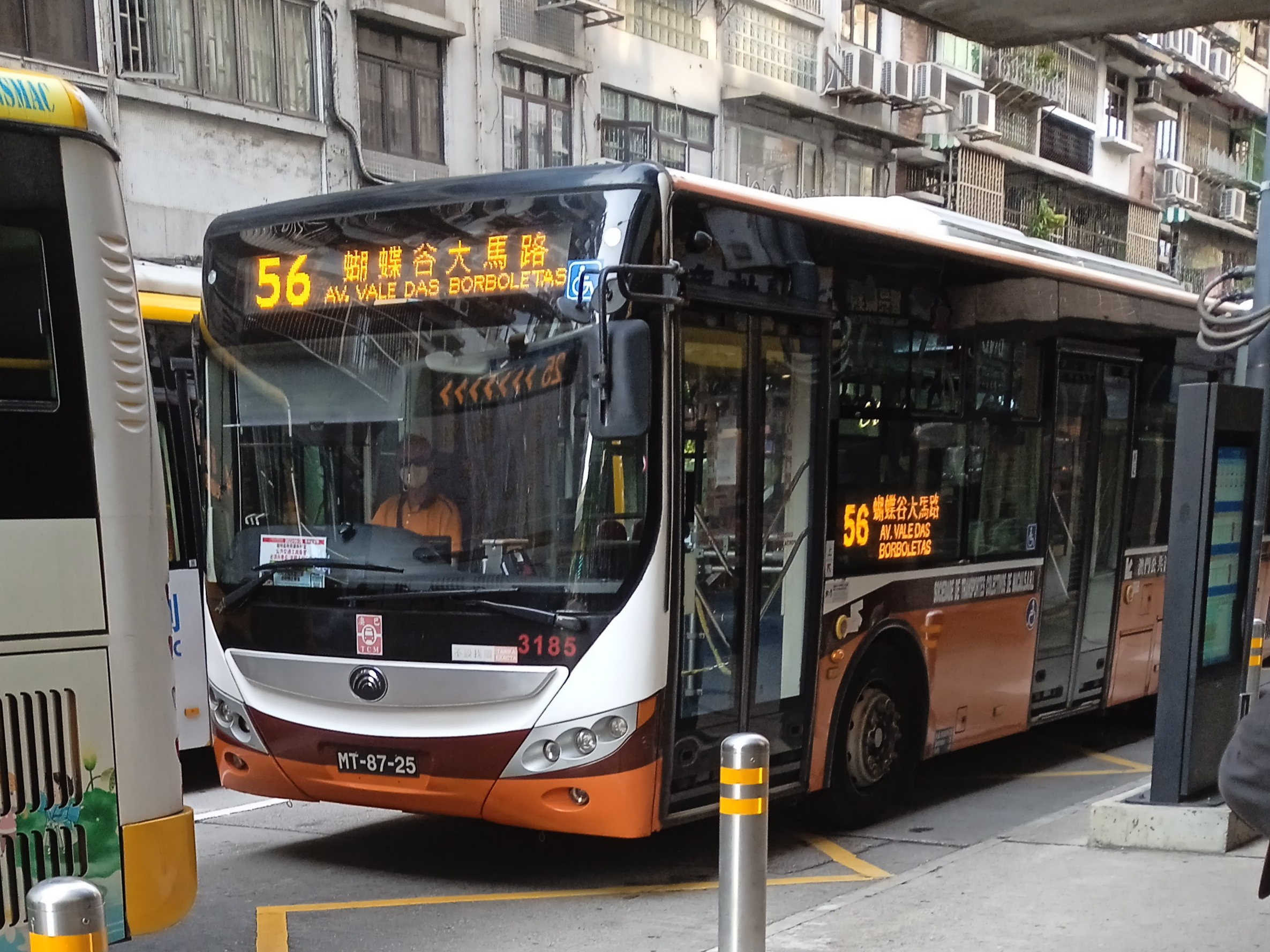
宇通ZK6118HGE
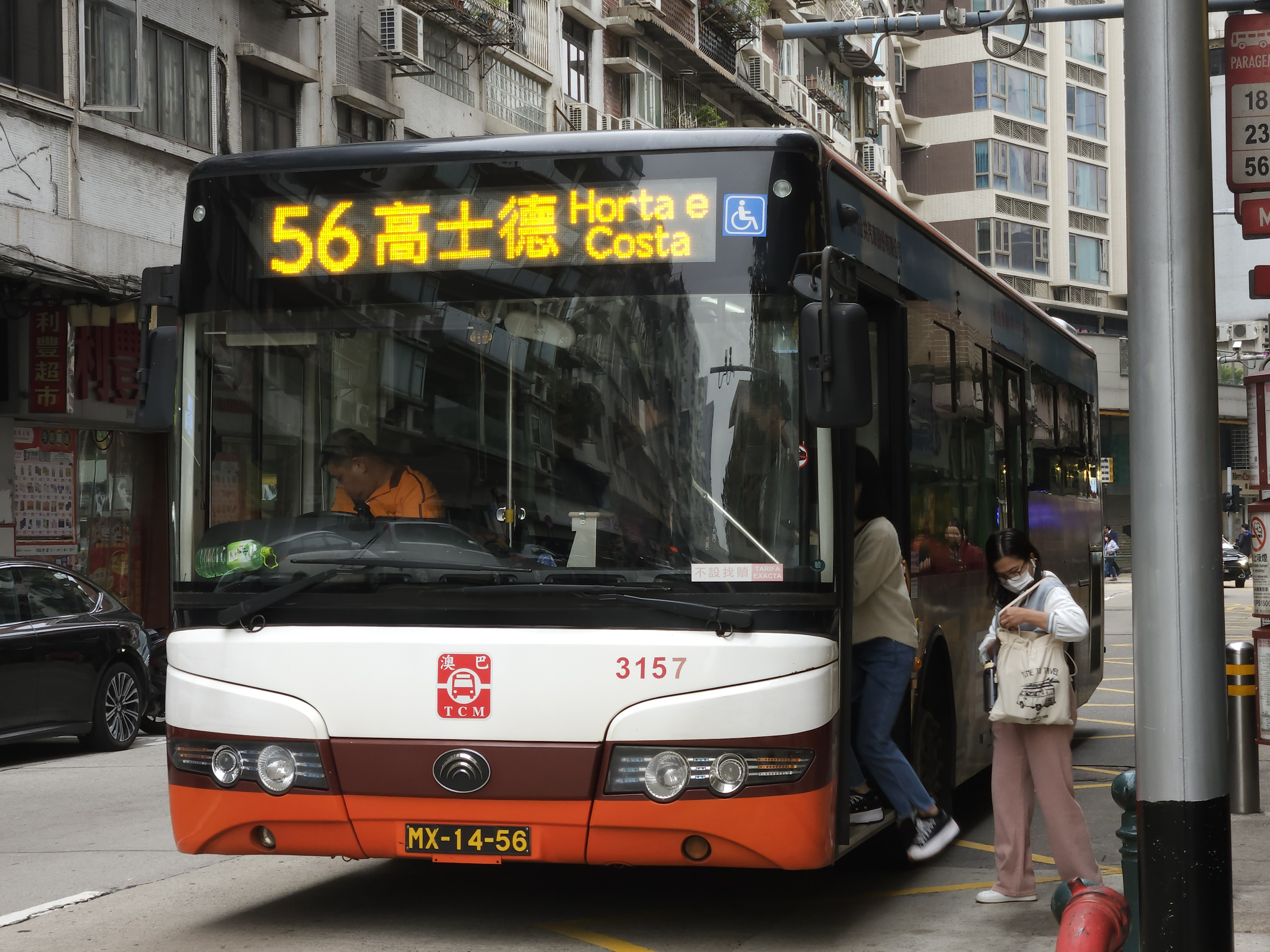
宇通ZK6105HG
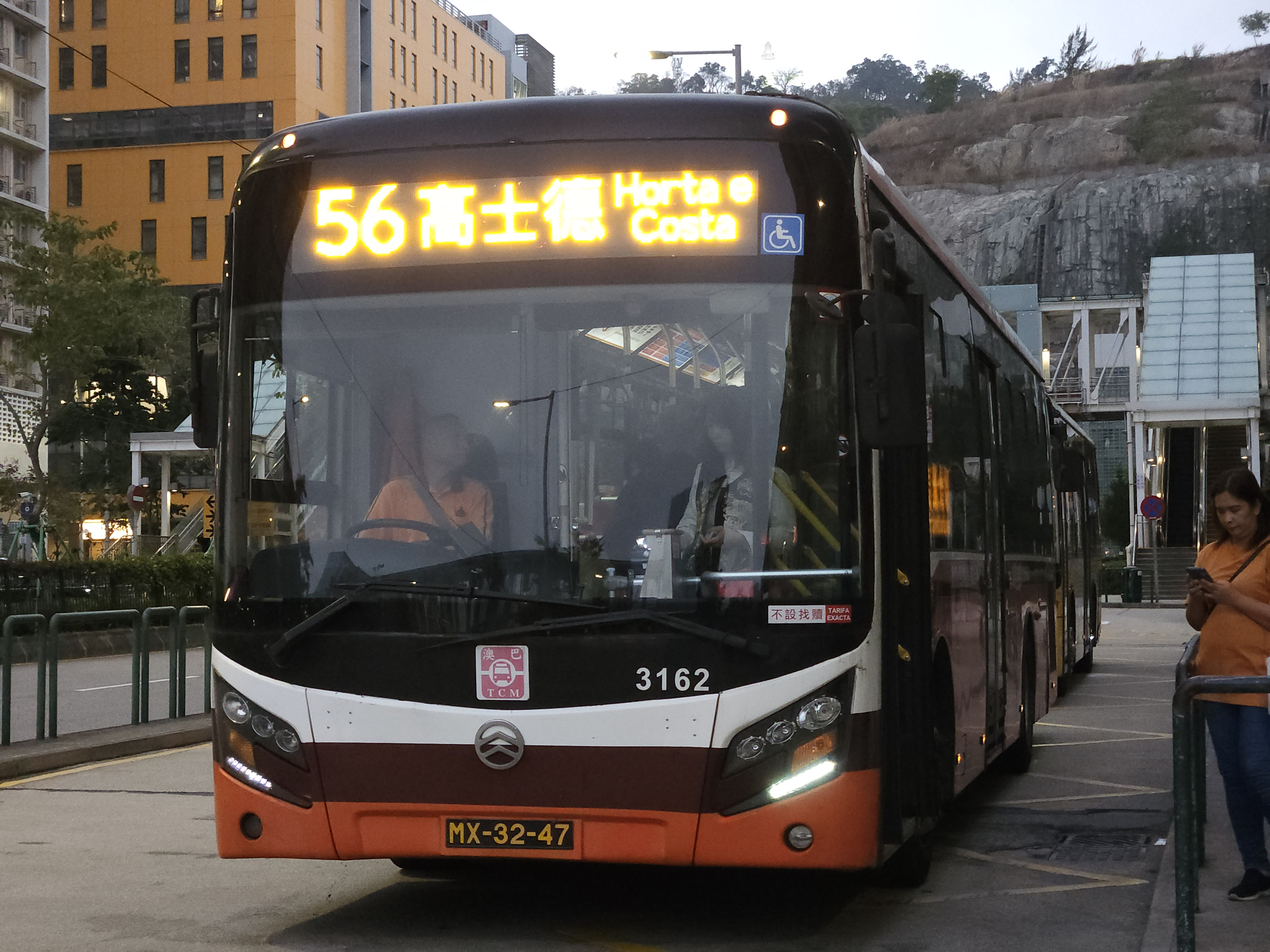
廈門金於XML6105J15
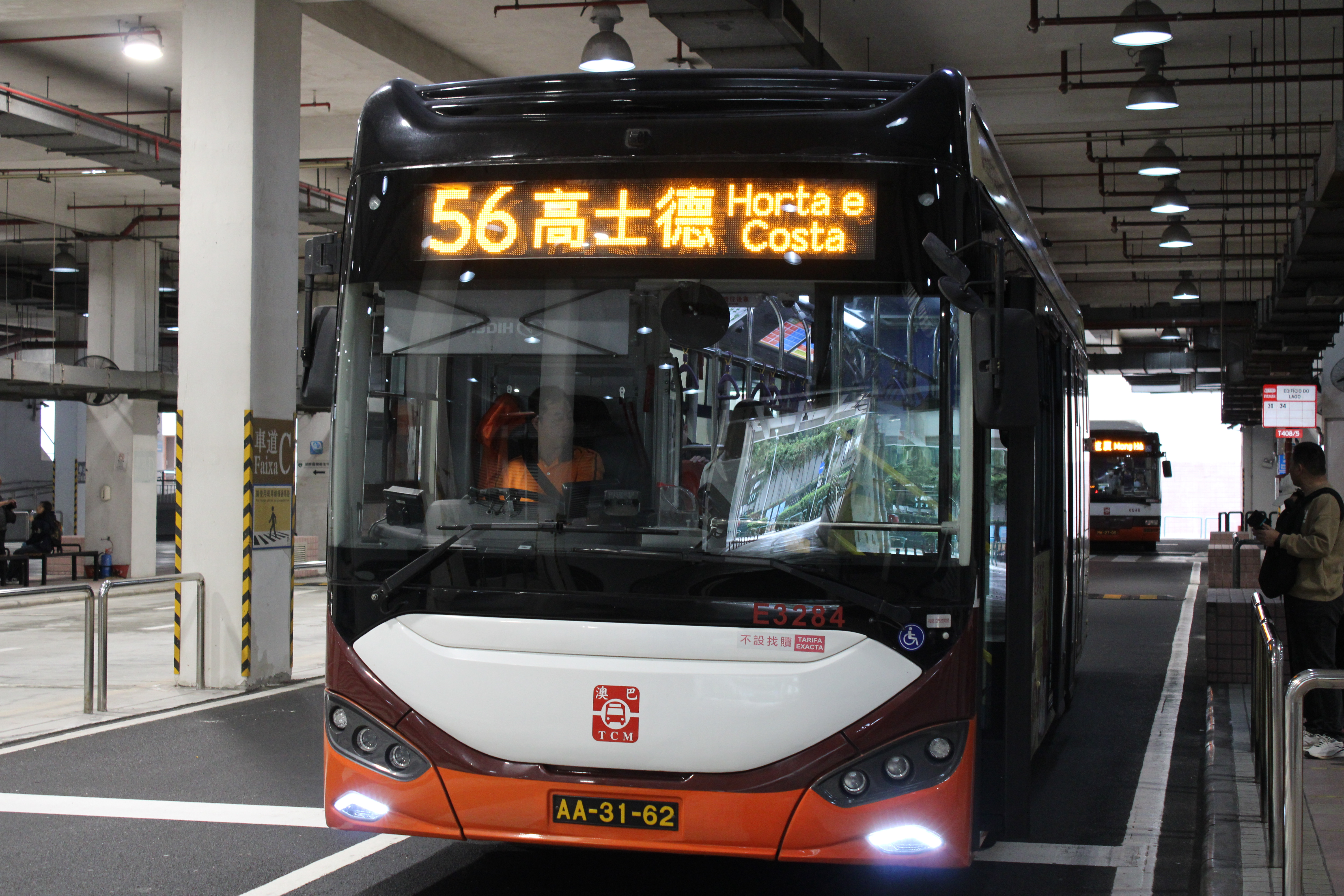
蘇州金龍KLQ6116GHEV
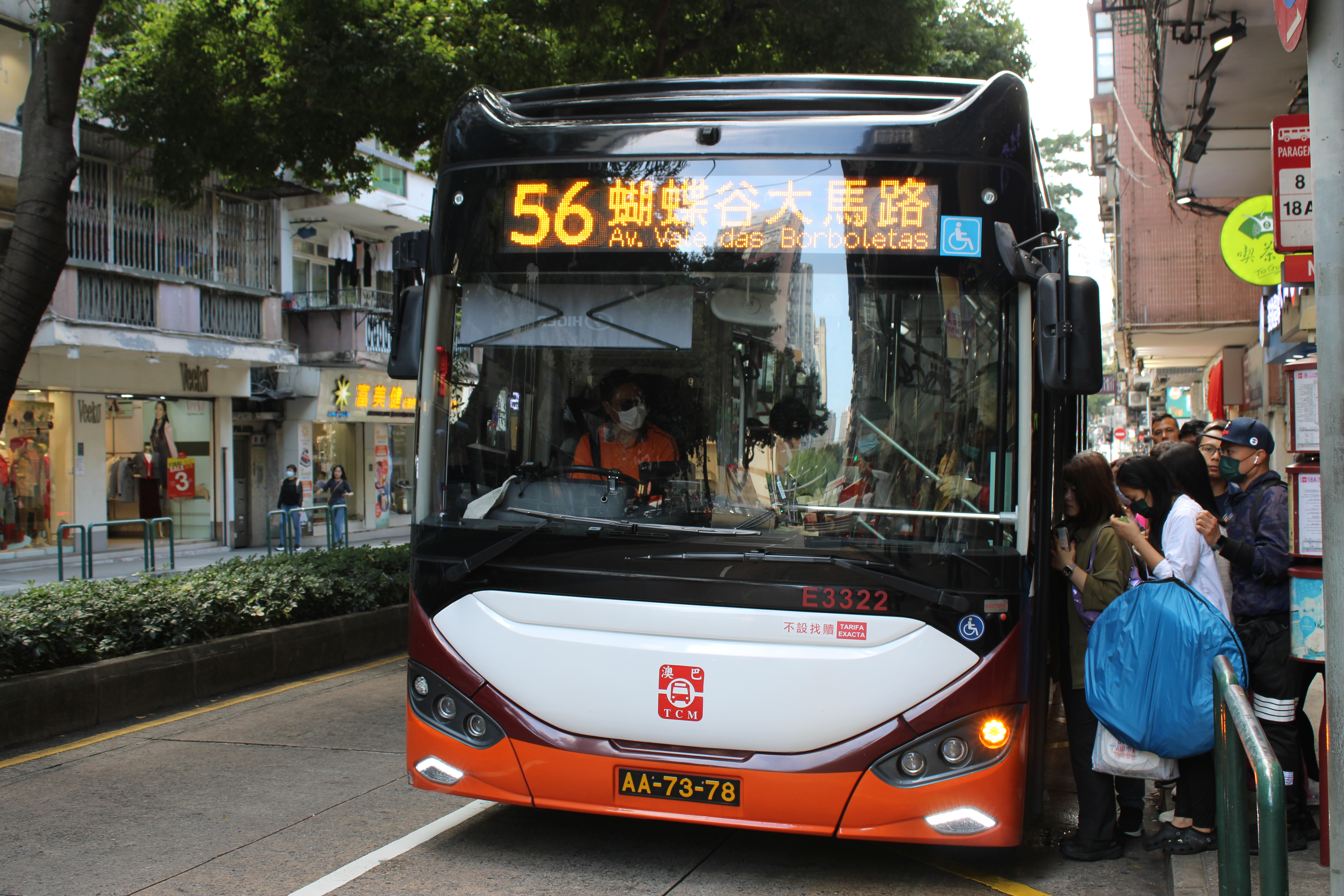
蘇州金龍KLQ6116GHEV
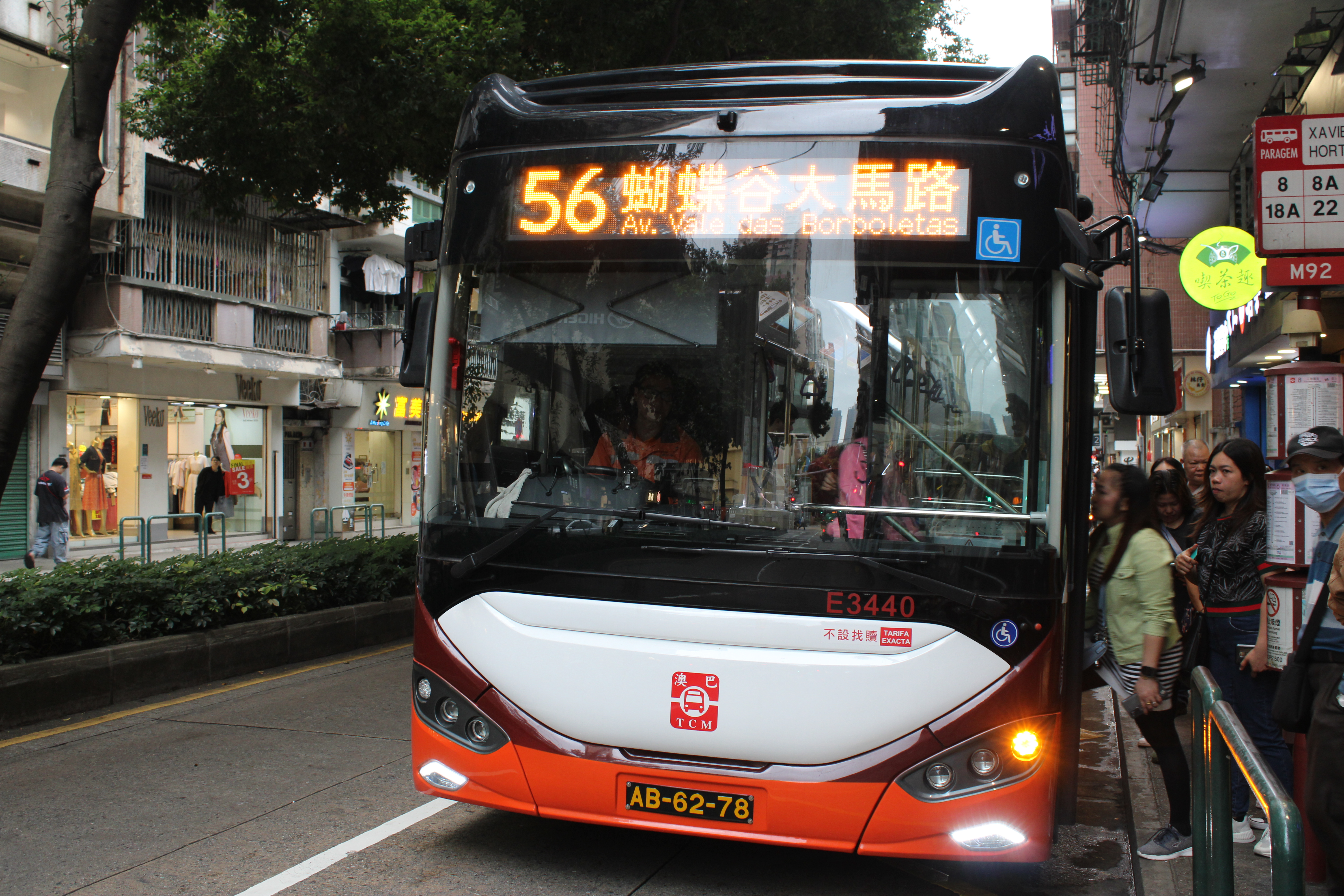
蘇州金龍KLQ6116GHEV
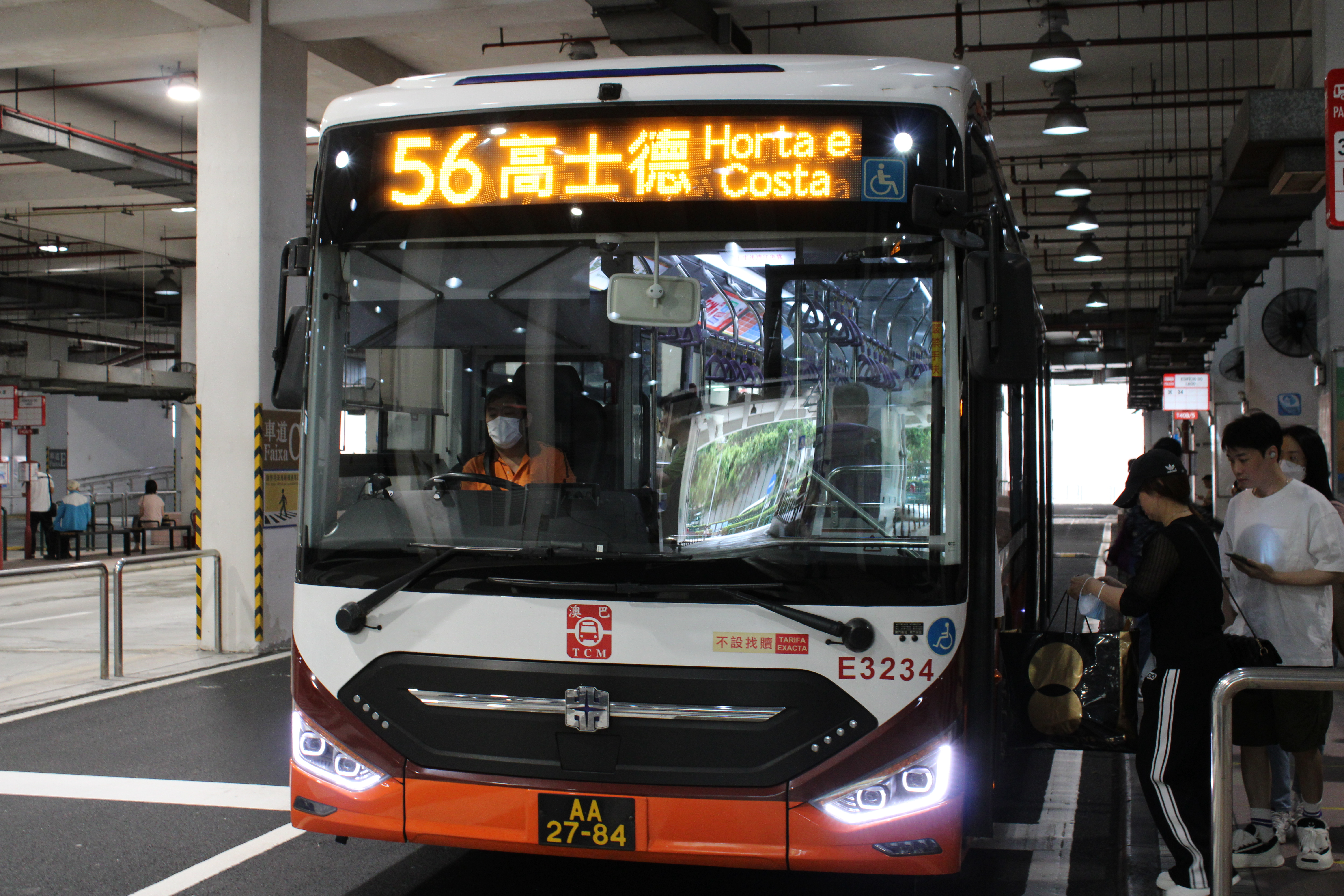
中通LCK6113SHEVG
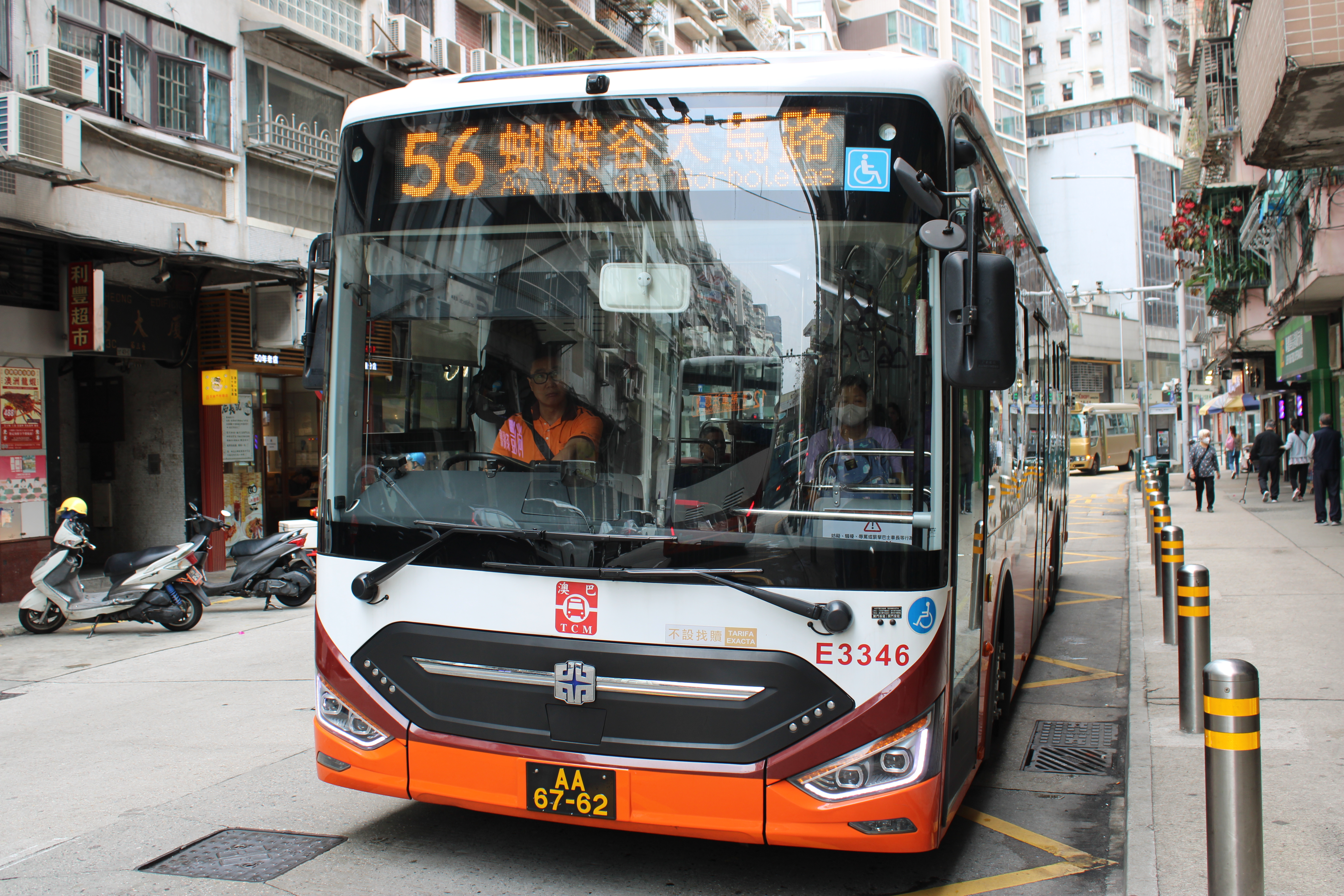
中通LCK6113SHEVG
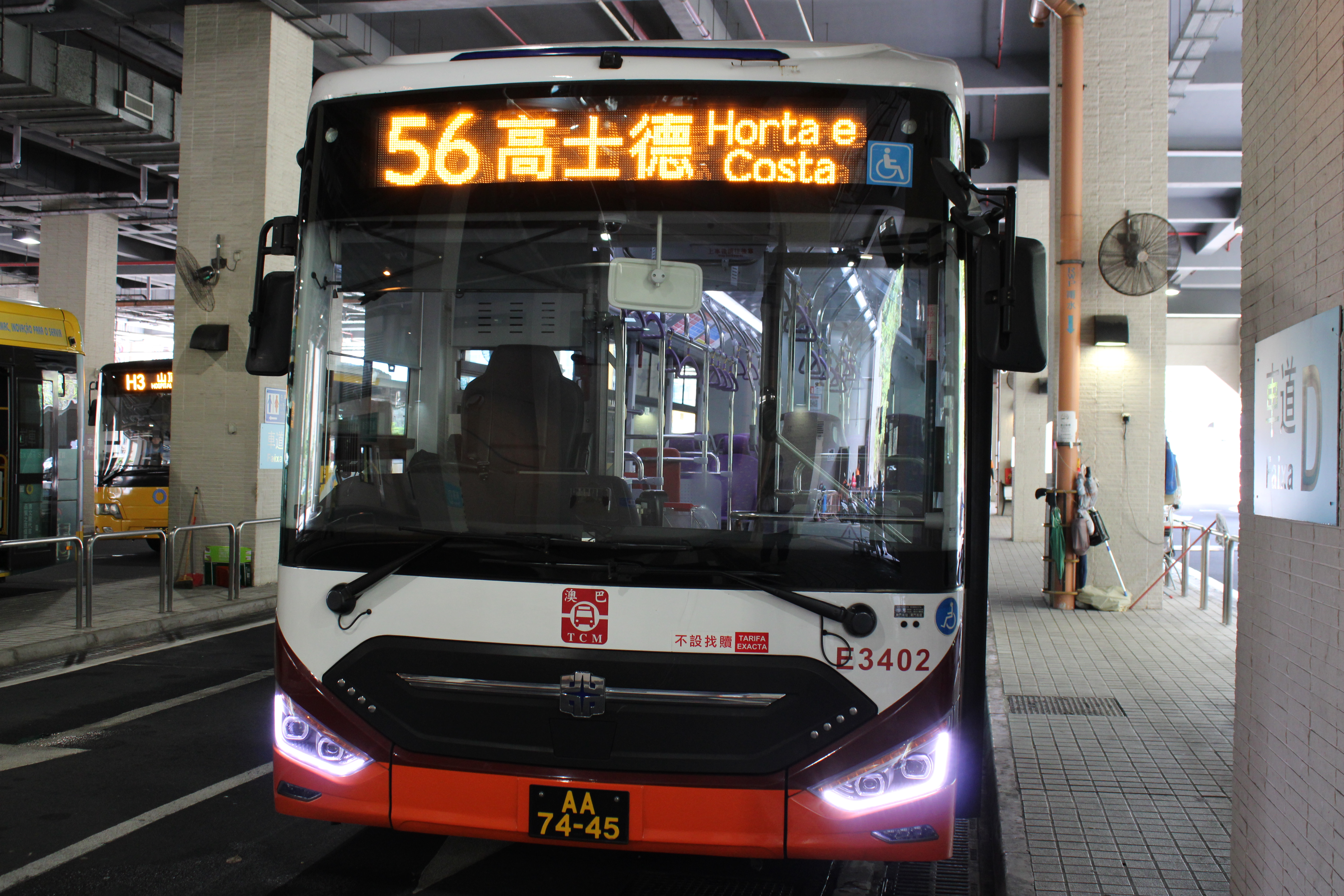
中通LCK6113SHEVG
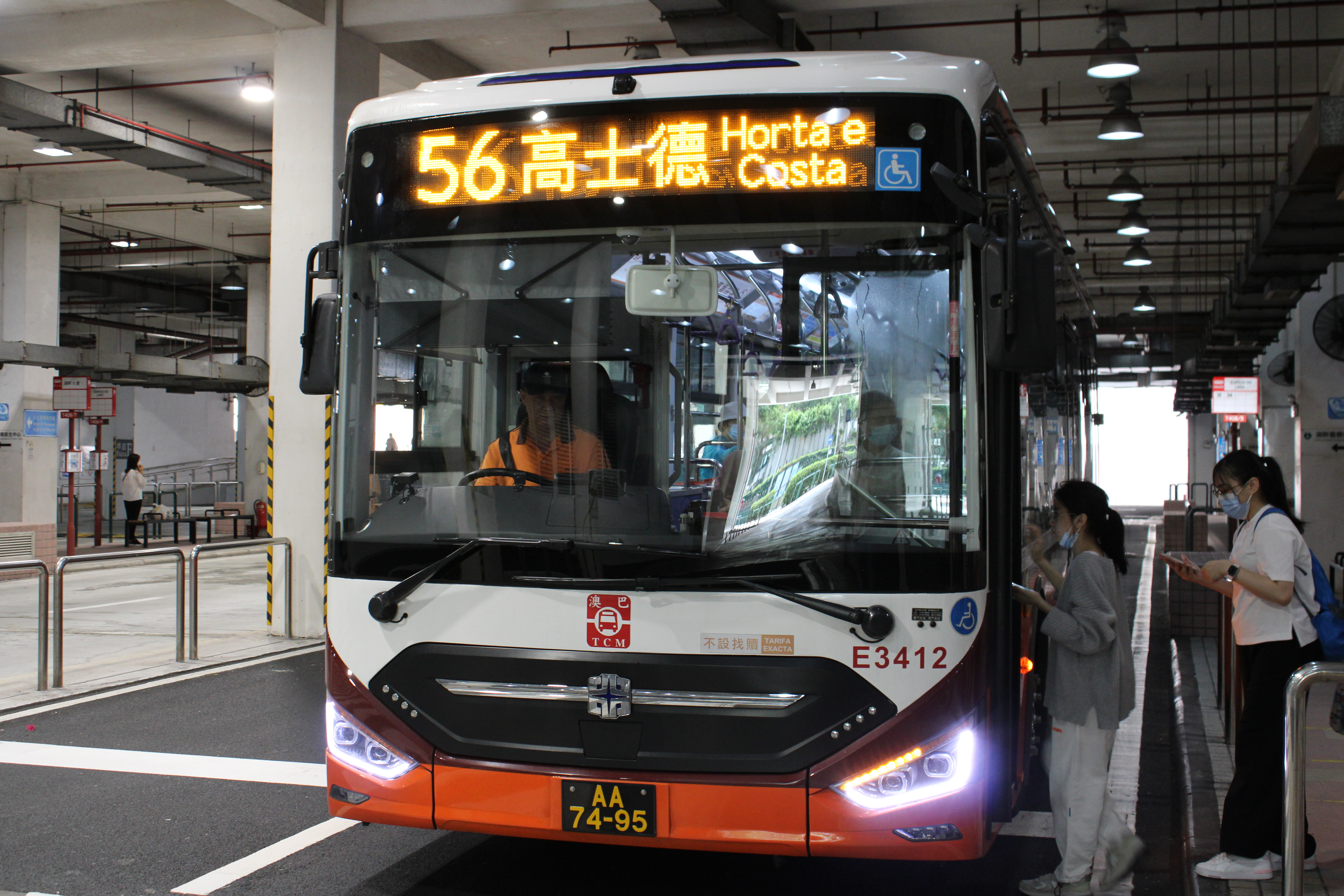
中通LCK6113SHEVG
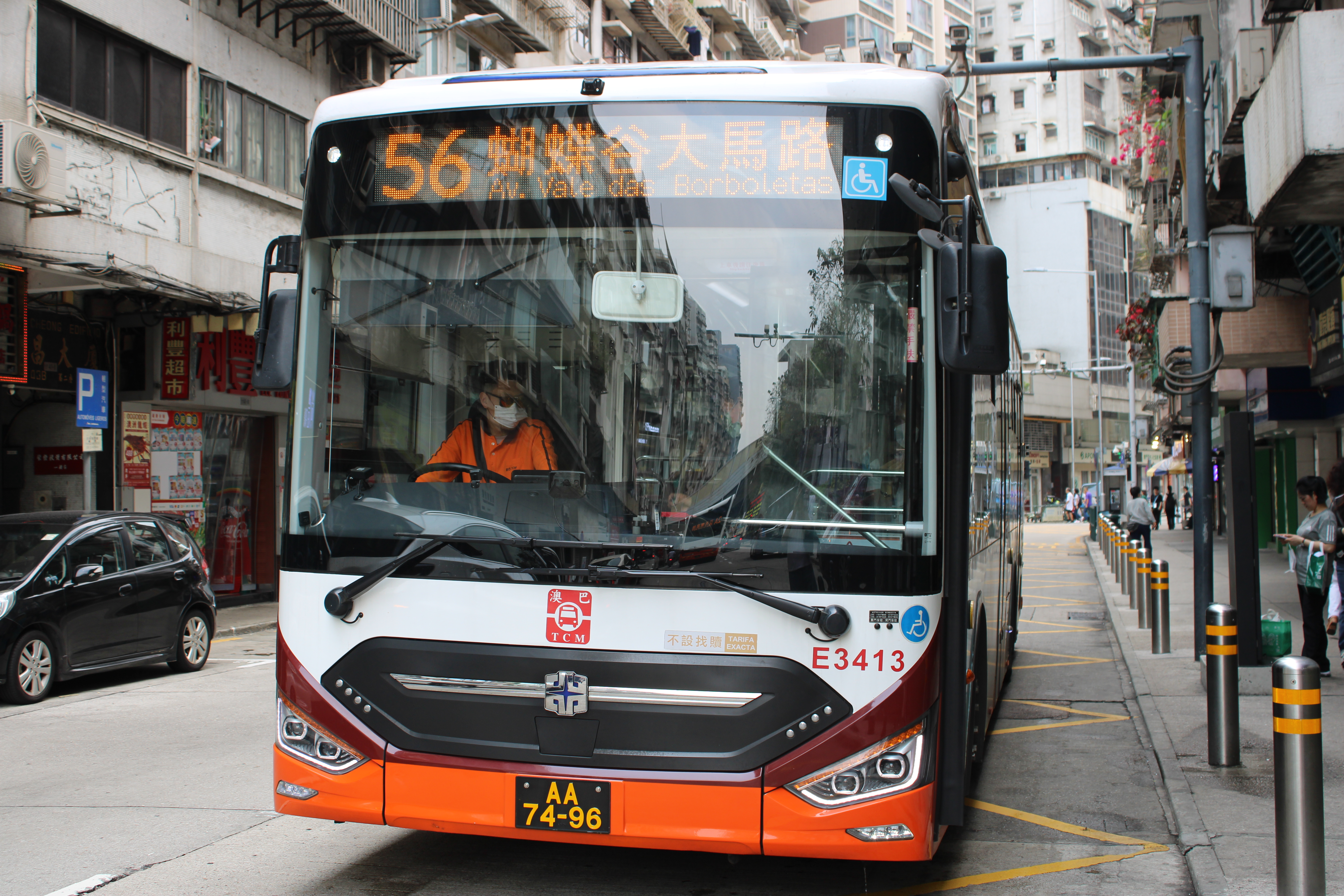
中通LCK6113SHEVG

## 外部連結
- 澳門公共汽車股份有限公司（官方網站） （页面存档备份，存于）